# Pucungroto (Kaligesing)
Pucungroto is een bestuurslaag in het regentschap Purworejo van de provincie Midden-Java, Indonesië. Pucungroto telt 499 inwoners (volkstelling 2010).